# 佩奎萬鎮區 (明尼蘇達州聖路易斯縣)
佩奎萬鎮區（英語：Pequaywan Township）是位於美國明尼蘇達州聖路易斯縣的一個行政鎮區。

## 地方資料
佩奎萬鎮區的面積為93.53平方千米，當中陸地面積為87.94平方千米，而水域面積為5.59平方千米。根據2020年美國人口普查的數據，當地共有人口139人，而人口密度為每平方千米1.49人。